# Stanisław Kraiński
Stanisław Kraiński (ur. 23 września 1905 w Łomży, zm. wiosną 1940 w Katyniu) – kapitan broni pancernych Wojska Polskiego, ofiara zbrodni katyńskiej.

## Życiorys
Był synem Aleksandra. 15 sierpnia 1930 roku, po ukończeniu szkoły podchorążych, został mianowany podporucznikiem ze starszeństwem z dniem 15 sierpnia 1930 roku i 39. lokatą w korpusie oficerów artylerii oraz przydzielony do 18 pułku artylerii lekkiej w Ostrowi Mazowieckiej. Latem 1935 roku został przeniesiony do 4 batalionu czołgów i samochodów pancernych w Brześciu. W kampanii wrześniowej 1939 roku dowodził 91 samodzielną kompanią czołgów rozpoznawczych. 8 września 1939 roku opuścił swoją jednostkę i udał się do Brześcia w celu otrzymania pomocy technicznej. Po 17 września 1939 roku dostał się do niewoli radzieckiej. Więziony w Kozielsku, a wiosną 1940 roku zamordowany w Katyniu.
5 października 2007 Minister Obrony Narodowej awansował go pośmiertnie do stopnia majora. Awans został ogłoszony 9 listopada 2007 w Warszawie, w trakcie uroczystości „Katyń Pamiętamy – Uczcijmy Pamięć Bohaterów”.
W ramach akcji „Katyń... pamiętamy” / „Katyń... Ocalić od zapomnienia”, przy Zespole Szkół Ekonomicznych i Ogólnokształcących nr 6 w Łomży został zasadzony Dąb Pamięci Stanisława Kraińskiego.